# Paraphileus
Paraphileus is een geslacht van kevers uit de familie  
kniptorren (Elateridae).
Het geslacht is voor het eerst wetenschappelijk beschreven in 1882 door Candèze.

## Soorten
Het geslacht omvat de volgende soorten:
- Paraphileus martinezi Golbach, 1984
- Paraphileus thoreyi (Germar, 1844)